# Жертвоприношение Авраама (Рембрандт)
«Жертвоприношение Авраама» — картина голландского художника Рембрандта Харменса ван Рейна, созданная в 1635 году. На картине изображён Авраам, которого ангел останавливает от принесения в жертву своего сына Исаака. С 1779 года работа находится в коллекции Эрмитажа в Санкт-Петербурге. Очень похожая картина 1636 года с тем же названием находится в коллекции Старой пинакотеки в Мюнхене.

## Сюжет и описание картины
Сюжет картины описывает эпизод из Книги Бытия (Быт. 22:1-19). Бог подвергает Авраама испытанию, приказывая ему принести в жертву своего сына Исаака. Написано: «И построил Авраам там жертвенник, и разложил дрова, и связал сына своего Исаака, и положил его на жертвенник поверх дров. И простёр Авраам руку свою и взял нож, чтобы зарезать сына своего. Но Ангел Господень воззвал к нему с неба и сказал: Авраам, Авраам! И он сказал: вот, Я здесь! Тогда Он сказал: не протягивай руки твоей к мальчику и ничего не делай ему. Ибо теперь Я знаю, что ты любишь Бога и не утаил от Меня сына твоего единственного».

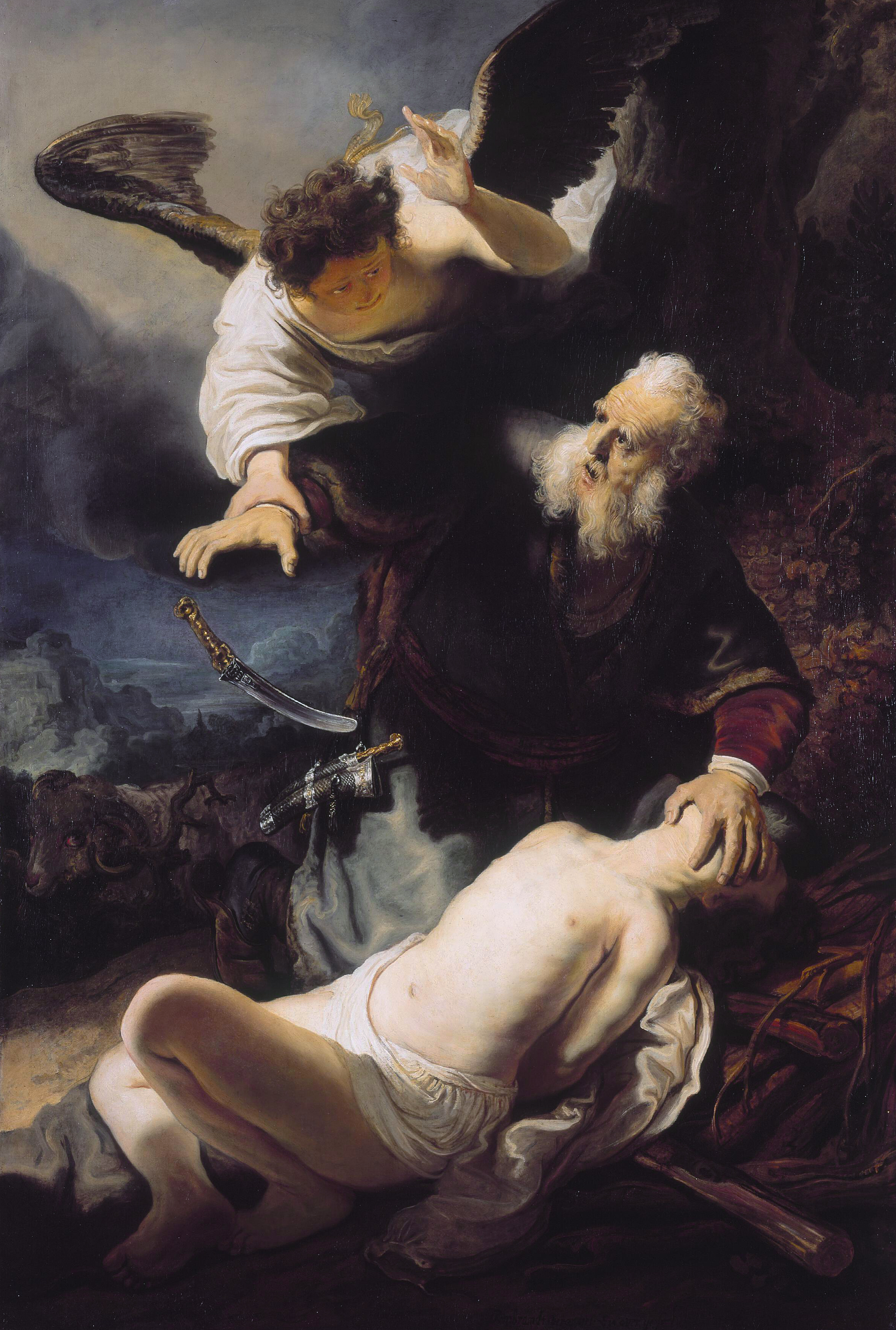
Мастерская Рембрандта (и Рембрандт?). Жертвоприношение Авраама. 1636. Мюнхен, Старая пинакотека.

И протестанты, и католики рассматривают историю Авраама и Исаака как важную предысторию Христа, принёсшего себя в жертву ради искупления грехов человечества. Протестанты считают действия Авраама примером твёрдой веры, католики же подчёркивают, что вера всегда должна проявляться в делах. Точный замысел Рембрандта установить сложно, вероятно, он зависел от взглядов его покровителей, о которых ничего не известно.
Рембрандт изобразил сцену с Авраамом и Исааком на горе, с атмосферно написанной долиной на заднем плане. В соответствии с библейским текстом, мы видим наколотые дрова и костёр. Отличием является решающий момент вмешательства ангела: он заставляет ангела физически остановить Авраама, схватив его за руку, вместо того чтобы обратиться к нему с небес. Ангел смотрит не столько на Авраама, сколько на Исаака, как бы желая убедиться, что он пришёл вовремя. Композиция наполнена жизненной силой и движением. Большое внимание уделено изображению великолепия тела Исаака. Любопытно, что Рембрандт, который всегда был сильно увлечён мимикой, предпочёл спрятать лицо Исаака под рукой Авраама. Выстраивая композицию, Рембрандт больше заботится об общих чертах сюжета, чем о конкретном моменте. Используя вертикаль холста, он связывает три фигуры вместе, начиная с ангела над головой, через дугу обеих рук Авраама и заканчивая почти божественным телом жертвы. Падающий нож прерывает движение, когда Авраам поднимает глаза и понимает, что Исаак спасён.
Рембрандт мастерски использует светотеневые эффекты. Он использует сильный контраст между тёмной фигурой Авраама и более светлыми частями лица и тела Исаака в основном для усиления мощного визуального эффекта в целом. Это усиливает театральность, но тяжёлое кьяроскуро кажется скорее самоцелью, чем средством передачи смысла. В этом, несомненно, заметно влияние Караваджо.

## Две версии
В Старой пинакотеке в Мюнхене хранится очень похожая версия работы с тем же названием и изображением, примерно тех же размеров. Две работы поразительно похожи, за исключением того, как изображён ангел. Кроме того, версия из Эрмитажа чуть более эскизно проработана, а также более экспрессивна: в ней больше страдания, больше слёз на щеках Авраама, больше патетики. Кроме того, мюнхенская версия кажется копией первой, возможно, выполненной по новому заказу. Личность автора мюнхенского полотна до сих пор не установлена. Большинство исследователей считают, что это был Говерт Флинк, который в 1636 году завершил обучение у Рембрандта. Однако весомым аргументом остаётся упоминание Фердинанда Бола в описях XVIII века.